# هيلين كالديكوت
هيلين ماري كالديكوت (بالإنجليزية: Helen Caldicott) (ولدت في 7 أغسطس 1938)، هي طبيبة أسترالية، وكاتبة، وناشطة معارضة للأسلحة النووية. أسست عدة جمعيات تهدف إلى معارضة استخدام الطاقة النووية، والذخائر المصنوعة من اليورانيوم المستنزف، والأسلحة النووية، وانتشار الأسلحة النووية، وكذلك أي عمل عسكري بشكل عام.

## الحياة المبكرة والتعليم
ولدت هيلين كالديكوت في 7 أغسطس 1938 في ملبورن، أستراليا، وهي ابنة مدير مصنع [ثيو] فيليب بروينوسكي وزوجته ماري مونا إينيد (كوفي) بروينوسكي، وهي مصممة داخلية. التحقت بالمدارس الحكومية، باستثناء أربع سنوات قضتها في مدرسة فينتونا للبنات في بالتوين، وهي مدرسة ثانوية خاصة. عندما كانت في السابعة عشرة من عمرها، التحقت بكلية الطب في جامعة أديلايد وتخرجت عام 1961 حاصلة على بكالوريوس الطب والجراحة. في عام 1962، تزوجت من ويليام كالديكوت، وهو أخصائي تصوير أشعة للأطفال، وقد عمل معها في حملاتها منذ ذلك الحين. لديهما ثلاثة أطفال هم فيليب، بيني، وويليام الابن.
انتقلت كالديكوت وزوجها إلى بوسطن، ماساتشوستس، في عام 1966، حيث التحقت بزمالة في التغذية لمدة ثلاث سنوات في كلية الطب بجامعة هارفارد. عادت إلى أديلايد عام 1969 وقبلت وظيفة في وحدة الكلى بمستشفى الملكة إليزابيث. في أوائل السبعينيات، أكملت سنة إقامة وسنتين تدريب في طب الأطفال في مستشفى أديلايد للأطفال لتتأهل كطبيبة أطفال، مما مكنها من تأسيس أول عيادة أسترالية للتليف الكيسي في مستشفى أديلايد للأطفال، التي تتمتع الآن بأفضل معدلات بقاء على قيد الحياة في أستراليا. في عام 1977، انضمت إلى طاقم مستشفى مركز الأطفال الطبي في بوسطن كمُدرّسة في طب الأطفال، ودرّست طب الأطفال في كلية الطب بجامعة هارفارد من عام 1977 حتى 1980.

## التكريمات والجوائز
حصلت كالديكوت على 21 درجة دكتوراه فخرية. في عام 1982، نالت جائزة "الإنسانية لعام" من الجمعية الأمريكية للإنسانية. في عام 1992، حصلت على جائزة "شجاعة الضمير" من أكاديمية السلام في مكتبة جون ف. كينيدي الرئاسية في بوسطن، تقديرًا لقيادتها حركة نزع السلاح العالمية. تم إدراجها في سجل شرف النساء في ولاية فيكتوريا عام 2001. كما حصلت على جائزة مؤسسة لانان للحرية الثقافية في عام 2003، وفي عام 2006 قدمت لها منظمة السلام الأسترالية جائزة السلام الأسترالية الافتتاحية "اعترافًا بالتزامها الطويل الأمد بزيادة الوعي حول المخاطر الطبية والبيئية للعصر النووي". كما صنفتها مؤسسة سميثسونيان كواحدة من أكثر النساء تأثيرًا في القرن العشرين. هي عضو في اللجنة العلمية لمؤسسة IDEAS، وهي مركز أبحاث تقدمي في إسبانيا. كما تشغل عضوية المجلس الاستشاري لمنظمة "سلام العصر النووي". في عام 2009، تم تكريمها كواحدة من الشخصيات المميزة خلال شهر تاريخ المرأة من قبل المشروع الوطني لتاريخ المرأة.

## وصلات خارجية
- هيلين كالديكوت على موقع IMDb (الإنجليزية)
- هيلين كالديكوت على موقع الموسوعة البريطانية (الإنجليزية)
- هيلين كالديكوت على موقع إن إن دي بي (الإنجليزية)
- هيلين كالديكوت على موقع قاعدة بيانات الفيلم (الإنجليزية)

- www.helencaldicott.com - Dr. Caldicott's official website
- www.ifyoulovethisplanet.org - Dr. Caldicott's weekly radio program, "If You Love This Planet"
- Watch a video clip of Helen Caldicott at Big Picture TV
- Video of Speech on Depleted Uranium from Freespeech.org
- Anti Nuclear Oxford debate by former New Zealand PM David Lange
- Heyoka Magazine Interview
- KGNU Denver interview with Claudia Cragg in July 2007 about Japan's Nuclear Industry and Earthquakes]
- In Depth interview with Caldicott, 6 March 2005